# 交響曲第1番 (ミャスコフスキー)
交響曲第1番ハ短調作品3は、ニコライ・ミャスコフスキーが1908年に作曲し、1921年に改訂した交響曲。3楽章で構成されている。

## 作曲の経緯
この交響曲のための最初のスケッチは、ミャスコフスキーの学生時代の1908年2月にサンクトペテルブルクにて書かれた。翌年夏、彼はピアノスコアを書き、7月1日、9日、27日に各楽章のピアノ譜を書き終え、9月に、オーケストレーションを終えた。ミャスコフスキーは、彼のこの初期の作品で、交響曲の分野に対する自身の才能と熱意に気づいたが、作品を彼の師のアナトーリ・リャードフに見せる自信がなかった。そこで、彼の友人で同級生のセルゲイ・プロコフィエフと一緒にアレクサンドル・グラズノフにそれを見せると、グラズノフはすぐに彼に奨学金を与えた。ミャスコフスキーは1921年に改訂を行い、1929年にその改訂版を出版した。1931年にはピアノ4手連弾版が出版された。

## 構成
ミャスコフスキーの初期の交響曲の音楽と特徴は、チャイコフスキー、グラズノフあるいはタネーエフのようなロシアのロマン派音楽に回帰している。ミャスコフスキーもまた、現代的な影響を取り入れようとしたが、彼の関心がリムスキー＝コルサコフから学んだ旋律と和声にあったことから、当時のロシアの現代音楽作曲家からは彼の音楽は現代的とは見なされなかった。最初の交響曲は、ミャスコフスキーの交響曲において独特な多くの特質がある。主題の変奏と拡大された提示部からなり、多音と対位法の使用と、当然短音階とソナタ形式を好んだ。第1楽章と第3楽章はハ短調、第2楽章は変イ長調である。
- 第1楽章 Lento, ma non troppo - Allegro
- 第2楽章 Larghetto, quasi andante
- 第3楽章 Allegro assai e molto risoluto

## 受容と批判
ミャスコフスキーがプロコフィエフに交響曲第1番のスケッチを見せた時、プロコフィエフはいくつかの部分に驚かされた。終楽章で4つの主題を1箇所で絡み合わせているのを見て、プロコフィエフはミャスコフスキーに「リャードフ先生の対位法の課題じゃなかったのかい？」と尋ねた。出版された改訂版ではその部分は削除されており、第1楽章と第3楽章も縮小されオーケストレーションが変更された。交響曲の完成には弊害があった。彼がもう1つの交響的作品エドガー・アラン・ポーの「沈黙」による交響詩を作曲するまでの数ヶ月間はとても憂鬱だった。ボリス・アサフィエフはこの交響曲について「ムソルグスキーの連作歌曲『日の光もなく』を思い出させる。」と言った。初演は1914年7月2日にパヴロフスクにてA. P.アスラノフの指揮により行われた。アスラノフはその音楽に驚愕し、後に交響曲第3番の楽譜を求めた。ポーランドの指揮者グジェゴシュ・フィテルベルクからは1914年に楽譜の求めがあり、そのとき第一次世界大戦で前線で戦っていたミャスコフスキーはそれを受けてとても幸せであった。　